# Automotrice M2 serie 50
L'automotrice M2 serie 50 è un rotabile automotore a carrelli, con motorizzazione diesel a trasmissione elettrica, delle Ferrovie Calabro Lucane costruito dalle officine Piaggio con cassa di acciaio inossidabile.

## Storia
Le automotrici M2 serie 50 vennero commissionate alla Piaggio a metà anni Trenta dalla società Mediterranea Calabro Lucane (successivamente Ferrovie Calabro Lucane), che in quegli anni acquistò dalla stessa società costruttrice le monodirezionali M1c INOX, allo scopo di sopperire alla carenza di materiale rotabile automotore leggero sulle proprie linee ferroviarie del cosentino. Vennero costruite in numero di 10 unità con la caratteristica cassa nervata e saldata in acciaio inossidabile; a quel tempo la Piaggio aveva acquisito la licenza esclusiva del brevetto della Budd di Philadelphia e costruiva rotabili ferroviari e tranviari con cassa in acciaio inox saldato. Tale caratteristica permetteva di evitare la periodica riverniciatura con risparmi nella manutenzione della cassa; furono immatricolate come M2.51-60 e consegnate alle Ferrovie Calabro Lucane dove furono assegnate alla direzione di Catanzaro (unità 51-52 e 59-60) e di Bari (unità 53..58).
La prima unità del gruppo entrò in servizio il 21 aprile 1937. Le unità vennero accantonate a partire dalla fine degli anni settanta in conseguenza dell'arrivo di rotabili più moderni. La M2.54 riacquisita dalla stessa ditta costruttrice Piaggio è stata restaurata ed esposta nel piazzale antistante il Museo Piaggio Giovanni Alberto Agnelli di Pontedera. L'allestimento scenico dell'esposizione mostra l'automotrice mentre sfonda la vetrata di ingresso.

### Stato attuale
- M2.51   (radiata)
- M2.52   (radiata)
- M2.53 demolita nel 1973
- M2.54 restaurata ed esposta a Pontedera
- M2.55 in stato di abbandono alla Selva di Paliano
- M2.56 demolita nel 1973
- M2.57 in stato di abbandono alla Selva di Paliano
- M2.58 distrutta da un incendio a Matera nel 1943
- M2.59 demolita nel 1999
- M2.60   (radiata)

## Caratteristiche
Le automotrici erano a carrelli con 2 motori diesel OM tipo BUD (costruiti su licenza Saurer) da 73,5 kW a 2300 giri/min che azionavano generatori a corrente continua e motori elettrici di trazione sulle ruote; avevano anche la possibilità di frenatura elettrica a recupero di energia nelle discese.
A partire dal 1950 i motori OM vennero sostituiti con i più potenti (88 kW a 1900 giri/min) Breda AEC D.24 a sei cilindri. Nello stesso periodo sulle unità assegnate a Catanzaro la trasmissione venne modificata con giunto idraulico e cambio epicicloidale Wilson a 4 marce, come sulle ALn 668 Breda serie 2400 e sulle ALn 668 Fiat serie 1500. 
Negli anni sessanta vennero operate anche delle trasformazioni dell'ambiente interno, che offriva maggior spazio ai passeggeri.